# فرودگاه داربی
فرودگاه داربی (به انگلیسی: Derby Field) یک فرودگاه همگانی با کد یاتا LOL است که یک باند فرود آسفالت دارد و طول باند آن ۱۶۸۵ متر است. این فرودگاه در شهر داربی، انگلستان کشور انگلستان قرار دارد.